# Tumbo församling
Tumbo församling var en församling i Strängnäs stift och i Eskilstuna kommun i Södermanlands län. Församlingen uppgick 2002 i Hällby församling med Tumbo och Råby-Rekarne. 

## Administrativ historik
Församlingen har medeltida ursprung och var till 1962 moderförsamling i pastoratet Tumbo och Råby-Rekarna. Från 1962 till 1 juli 1983 annexförsamling i pastoratet Tumbo, Råby-Rekarne och Torhälla landsförsamling/Hällby. Från 1 juli 1983 till moderförsamling i pastoratet Hällby, Råby-Rekarne och Tumbo. Församlingen uppgick 2002 i Hällby församling med Tumbo och Råby-Rekarne.

## Kyrkor
- Tumbo kyrka